# 예측사격
예측사격(Deflection, leading the target)은 투사체를 움직이는 목표를 향해 효과적으로 발사하기 위한 기술인 즉, 목표의 움직임을 예측하여 투사체와 목표가 충돌하도록 하는 탄도학적 기술이다. 이 기술은 목표가 투사체가 목표가 있는 곳에 도달하는 동안에 위치를 바꾸기 위해 충분한 거리를 이동할 때만 필요하다. 이는 긴 거리를 이동하는 경우(예를 들어 숙련된 저격수가 멀리 떨어진 목표를 노릴 때), 목표가 빨리 움직일 때(예를 들어 공중의 도그파이트 중 적 항공기를 노릴 때), 상대적으로 느린 투사체를 사용할 때(예를 들어 석궁 화살이나 달리는 팀원에게 농구공을 던져줄 때)의 경우가 될 수 있다.
현대의 전투기는 자동 조준기를 장착하여, 컴퓨터가 계산한 해법을 전방표시장치(HUD)에 투영하게 된다. 조준을 위한 시각적인 보조는 현대 비행기의 엄청난 속도와 민첩함 때문에 상쇄되는데, 이러한 양상은 목표 조준이 지금보다 뒤떨어지던 때와는 다른 것이다.
포병 병과에서는 예측사격은 윈디지와 거리를 고려하여 고정된 목표를 향해 행해진다. 지구의 표면의 각 지점은 자전 때문에 서로 다른 속도와 휘어진 움직임을 가져서, 충분히 멀리 있는 목표는 코리올리 효과를 고려해야만 한다.
예측사격은 목표가 움직일 곳에 미리 조준하여 투사체가 목표를 꿰뚫도록 하는 조준법이다. 짧은 거리 안에서는 화기를 사용할 때 대개 예측이 불필요하지만, 화살과 같은 저속 투사체를 사용하는 무기만큼이나, 탄환이 목표에 도달하기까지 몇 초 이상이 소요되는 저격에는 여전히 관련이 있다. 무인 유도 기전이 목표를 확실히 명중시키기 위해 비행 경로를 계산하여 예측사격을 실시하도록 설계되곤 하지만, 일반적으로 유도성 투사체에는 예측사격이 필요하지 않다.

## 컴퓨터 게임
현대의 1인칭 슈팅 컴퓨터 게임은 일반적으로 비유도 어깨 견착 미사일과 같은 예측사격이 필요한 상대적으로 속도가 낮은 투사체 병기가 많이 등장한다. 또한 세계 어딘가의 서버에서 행동을 연산하는 어떤 다인용 게임은, 고속병기나 히트스캔병기일지라도 지연 문제가 존재하기 때문에 예측사격이 필요하다. 본질적으로 목표를 정확하게 겨냥하더라도, 플레이어의 컴퓨터에서 전송한 사격에 대한 정보가 서버에 도달하는 시간 때문에, 그 동안 목표가 피격을 피할만큼 충분히 이동할 수 있다.
오늘날의 게임 엔진은 타격이 있었는지를 평가하기 위해 플레이어의 사용자 내삽 시간과 핑에 기반하여 (또는 좀더 흔하게는 클라이언트 쪽에서 얻어낸 결과를 신뢰하여) 모든 플레이어를 현재 원래 있어야 할 위치로 되돌리는 지연 보정을 사용한다. 이러한 체계는 히트스캔 병기를 들고 예측사격을 할 필요성을 없애지만, 플레이어가 적의 시야에서 벗어난 다음에 피격될 가능성이 생겨났다.

## 참고 문서
- 직접사격
- 포병
- 보조 예측기

## 같이 보기
- 대포